# Howarthia
Howarthia is een geslacht van vlinders van de familie Lycaenidae, uit de onderfamilie Theclinae.

## Soorten
- H. caelestis (Leech, 1890)
- H. courvoisieri (Oberthür, 1908)
- H. melli (Forster, 1946)